# تشارلي دونكان
تشارلي دونكان (بالإنجليزية: Charlie Duncan)‏ (1889 في المملكة المتحدة - ) هو لاعب كرة قدم بريطاني (وحمل سابقاً جنسية المملكة المتحدة لبريطانيا العظمى وأيرلندا) في مركز الهجوم. لعب مع برمنغهام سيتي ودونفرملين أثلتيك ونادي رينجرز ونادي كلايد ورابطة كرة القدم الاسكتلندية الحادية عشر ‏.

## وصلات خارجية
- تشارلي دونكان على موقع قاعدة بيانات كرة القدم.إي يو (الإنجليزية)